# Meilán (Lugo)
Meilán (llamada oficialmente Santiago de Meilán) es una parroquia y una entidad de población española del municipio de Lugo, en la provincia de Lugo, Galicia.

## Organización territorial
La parroquia está formada por trece entidades de población, constando once de ellas en el nomenclátor del Instituto Nacional de Estadística español:

### Entidades de población
Entidades de población que forman parte de la parroquia:
- A Devesa
- A Rubiana
- Barreira (A Barreira)
- Castro
- Chaos
- Distriz
- Guntín
- Meilán
- Milleirós
- Pacios
- Tolda de Milleirós (A Tolda de Milleirós)
- Vilar

### Despoblado
Despoblado que forma parte de la parroquia:
- A Vaqueira

## Demografía
| Gráfica de evolución demográfica de Meilán (parroquia) entre 2000 y 2020 |
|                                                                          |
| Datos según el nomenclátor publicado por el INE.                         |